# 石川剛司
石川 剛司（いしかわ つよし、1974年2月10日 - ）は、日本の元シュートボクサー及びキックボクサー。
新潟県出身。身長170cm、体重65kg。シーサージムに所属していた。

## 来歴
小学生の頃には相撲で県大会優勝の実績がある。
高校は日本文理高等学校に進学するも1年で中退。その後25歳の時に不動産関係の職にあった友人を頼り、東京でシュートボクシングを始める。